# Marcus Woelfle
Marcus Adrian Woelfle (* 1. Februar 1964 in München) ist ein deutscher Jazz-Autor, Jazz-Journalist, Rundfunkmoderator und Jazz-Violinist.

## Wirken
Woelfle, Sohn einer Italienerin und eines Bayern, studierte bis 1991 Literaturwissenschaften und wurde danach Journalist. Ab 1993 arbeitete er als Hörfunkjournalist für die „Jazz Welle Plus“ und „LORA München“. Seit 1997 moderiert er Jazz-Sendungen für den Bayerischen Rundfunk („Jazztime“, „Radiojazznacht“, „All that Jazz“). Marcus A. Woelfle ist Autor der seit 2016 ausgestrahlte Reihe „Eine Chronik des Jazz“, in der auf BR-Klassik monatlich 100 Jahre zurück auf die Zeit zurückblickt, in der der Jazz das Laufen lernte. Er war Redakteur der „Jazzzeitung“ und schreibt zudem u. a. für Rondo Magazin, Jazz thing, die Neue Musikzeitung und Jazz Podium. Beim Platten-Label ZYX Music gab er die „Birthday Celebration“ Serie über Jazzmusiker heraus. Er ist Autor eines Jazzlexikons und z. B. von Hörbüchern über Chet Baker, Charles Mingus, Thelonious Monk. Er schreibt Programmhefte (z. B. für das Münchener Kammerorchester) und Booklets für CDs und DVDs (z. B. für Arthaus).
Woelfle spielte seit den 1990er Jahren Jazz-Violine in einem eigenen „Marcus-Woelfle-Quartett“ (unter dem Motto „From Swing to Bop“). Seit 2002 spielt er im Duo mit dem Akkordeon-Spieler Gianni Coscia. Neben Violine spielt er auch Bratsche. Woelfle komponiert auch und führt seine Kompositionen mit seinem Quartett und mit der 2000 gegründeten Combo „Der abentheuerliche Violinissimus“ auf. Er trat mit dem Schriftsteller Joseph von Westphalen auf, macht Theatermusik, spielte Gypsy-Swing mit „Ferry´s Hot Club“, interpretierte Kompositionen von Joschi Schumann mit Titus Waldenfels, Alex de Santis und Rudi Schießl in der Gruppe „Jazzczyk“, suchte gelegentlich die Begegnung mit Alter Musik mit dem Jazz-Pianisten Christian Ludwig Mayer und Weltmusik mit „Embryo“, etwa mit dem chinesischen Erhu-Spieler Xizhie Nie.
Woelfle war künstlerischer Leiter der „Internationalen Musiktage Kloster Schlehdorf“. Er ist Mitglied der Jury des „Preises der deutschen Schallplattenkritik“. Woelfle lebte in München und ab 2009 auch im toskanischen Cortona. 2017 zog er mit seiner Familie ins niederbayerische Waldkirchen.

## Werke
- Marcus Woelfle: Das kleine Jazz-Lexikon. Compact Verlag, München 1995, ISBN 3-8174-3275-5.
- [Beiträge.] In: Die Jazz-Frauen. Hg. von Gunna Wendt. Luchterhand, Hamburg 1992 (Sammlung Luchterhand), ISBN 3-630-71082-4.
- [Beiträge.] In: Jazz In Bayern. Hg. von Werner Kraus. ConBrio, Regensburg 1997 (Schriftenreihe des Bayerischen Jazzinstituts Band 3), ISBN 3-930079-92-5.
- [Beiträge.] In: Jazz In Bayern 2. Hg. von Werner Kraus. ConBrio, Regensburg 2000 (Schriftenreihe des Bayerischen Jazzinstituts Band 5), ISBN 3-932581-27-X.
- [Beiträge.] In: Jazz-Standards. Hg. von Hans-Jürgen Schaal, 5. Auflage, Bärenreiter, Kassel 2012, ISBN 978-3-7618-1414-7.
- [Beiträge.] In: Jazz-Klassiker. 2 Bde. Hg. von Peter Niklas Wilson. Reclam, Stuttgart 2005 (RUB), ISBN 3-15-030030-4 [jeweils mit ausgewählten Hörempfehlungen und Literaturhinweisen].